# Eritrichium thymifolium
Eritrichium thymifolium är en strävbladig växtart. Eritrichium thymifolium ingår i släktet Eritrichium och familjen strävbladiga växter.

## Underarter
Arten delas in i följande underarter:
- E. t. latialatum
- E. t. thymifolium